# Ku Klux Klan

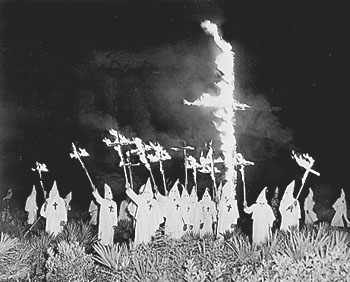
Korsbränning i Florida 1922.

Ku Klux Klan, förkortat KKK, är namnet på flera historiska och nutida rasideologiska protestantiska terroristorganisationer i USA vilka förespråkar vit överhöghet, strikt rasistisk segregation, vit makt och konservativ högerextrem kristendom.
KKK (vardagligt i USA även kallade enbart the Klan, "klanen") förknippas oftast med brinnande kors (en ritual som enligt dem symboliserar att de "lyser upp Kristus budskap"), medlemmarnas vita dräkter och spetsiga huvor (som tidigt bars för att sätta skräck i afroamerikaner, svarta församlingar och samhällen samt politiska fiender) och lynchningar. KKK:s organisation är hierarkisk, hemlig och synnerligt våldsam. Medelst grova metoder (främst ett systematiskt användande av våld, terror, hot och mord) var KKK del av politiska krafter i amerikansk historia som upprätthöll rasistiska förtryck (såsom under slaveriets tid, samt den senare segregationstiden). KKK som organisation klassificeras nu för tiden som våldsam, och ofta som en terrororganisation.

## Namn
Namnet Ku Klux Klan härstammar från kyklos (grekiskans κύκλος, ''cirkel'') och klan från lågskotskan (då många av grundarna härstammade därifrån).

## Den första klanen, 1865–1871
Den ursprungliga organisationen grundades i Pulaski, Tennessee den 24 december 1865 av den tidigare konfederationsgeneralen Nathan Bedford Forrest och andra krigsveteraner på den förlorande sidan i amerikanska inbördeskriget, som en reaktion mot rekonstruktionstiden då människor i sydstaterna tvingades ändra sitt leverne.
Man jagade före detta slavar som vågade lämna plantager och även markspekulanter från norr (Carpetbaggers), då man ansåg att landet i syd skulle ägas av dem som bodde där. Terrordåd och mord var metoderna.
Klanen upplöstes av Ulysses S. Grant under början av 1870-talet genom Civil Rights Act of 1871.
När unionen drog tillbaka sina trupper 1876 fick klanen makten i många delstater, och kunde i stället använda politiken för att förtrycka den svarta befolkningen 

## Den andra klanen, 1915–1944

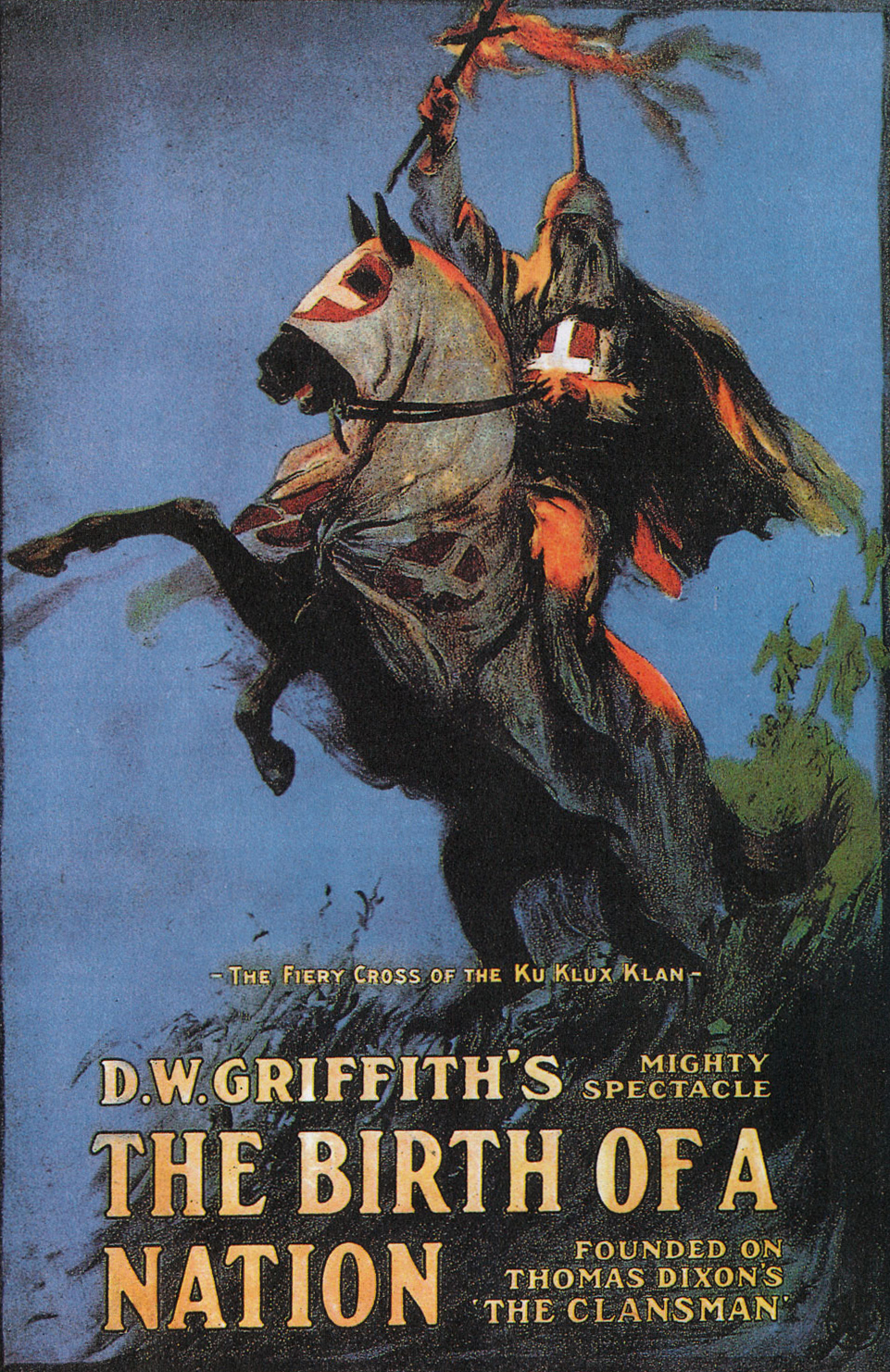
Klanen fick ett uppsving igen efter dess positiva skildring i filmen Nationens födelse

Ku Klux Klan återupplivades i november 1915 i Georgia av metodistpredikanten William Joseph Simmons, som kring sig samlade ett antal "vita, infödda, 100-procentiga amerikaner" till ett hemligt nationellt sällskap, vars uppgift angavs att "skydda hemmens lycka, i allt upprätthålla den vita rasens förhärskande ställning, vara mänskligheten till välsignelse och bevara ständigt levande den heliga elden av obrottslig hängivenhet för den rena amerikanismen". Filmen Nationens födelse (1915) hade troligtvis en del i detta återupplivande av KKK. Klanen använde lynchningen av Leo Frank för att få opinionen med sig och i återupplivandet av klanen.[källa behövs]

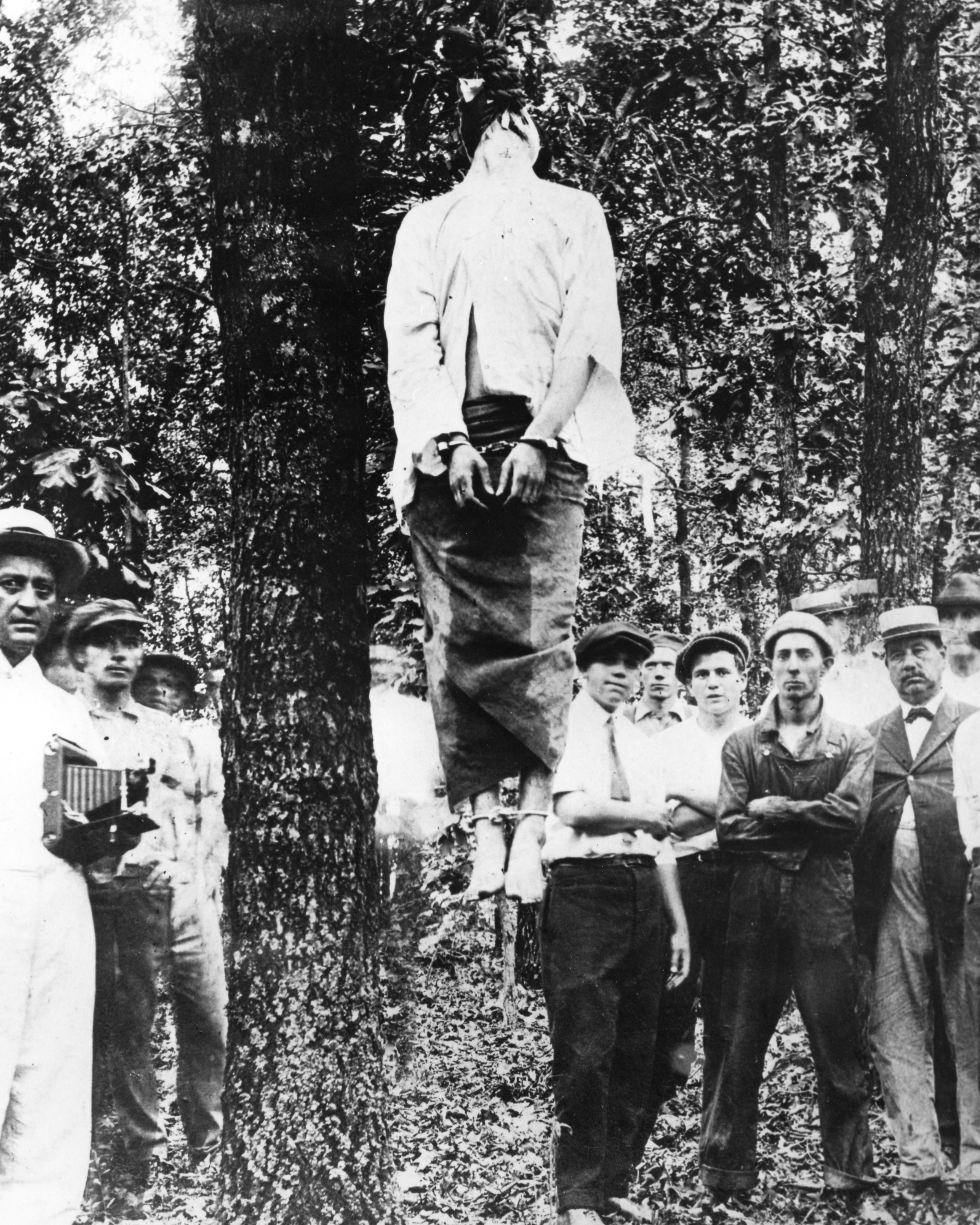
Lynchningen av Leo Frank 1915.

I praktiken betydde programpunkterna en stridssignal mot afroamerikaner, judar och katoliker samt i viss mån mot invandrare och pacifister. Sällskapet skulle även uppträda som moralens väktare, särskilt mot vita mäns förbindelser med svarta kvinnor samt mot lönnkrogar. Sällskapets ledare antog titeln imperial wizard ("kejserlig trollkarl") och fick vid sin sida ett antal funktionärer med fantasifulla titlar, bland andra grand dragon ("stordrake") för varje stats "klanchef", Kleagles (av "Klan" och eagles, "örnar") för medlemsanskaffare; alla var riddare (knights) av klanen. Ordensdräkten bestod av en vit kåpa och en vit kapuschong, som endast hade ett par små öppningar för ögonen. I denna dräkt anordnades processioner för att injaga skräck hos de svarta, och den bars även vid de nattliga strövtåg då misshagliga greps och pinades eller skymfades (till exempel genom att intjäras och fjäderbestrykas).
På flera ställen torde mord och hemska fall av tortyr ha förekommit. Rörelsen spred sig hastigt i sydstaterna och nådde även flera stater längre norrut. Som dess högkvarter angavs staden Atlanta. Enligt avslöjanden i New York-tidningen World 1924 skulle rörelsen då ha uppgått till mellan 4 och 5 miljoner anhängare, vilket var rörelsens högsta medlemsantal. I flera stater var sällskapet en inflytelserik faktor i lokalpolitiken och även gentemot domare. Ett försök av guvernören i Oklahoma 1923 att undertrycka rörelsen där ledde till långvariga oroligheter och till slut till guvernörens avsättning i mars 1924.
Klanens makt minskade under 1930-talets depression; bland annat fälldes många av deras ledare för mord och andra brott. De många av "ku-kluxare" begångna våldsdåden framkallade en livlig presskampanj mot sällskapet, och föranledde i några stater kraftfullt ingripande av myndigheterna.
De antisemitiska idéerna kom att stanna i klanen. Klanen upplöstes 1944 efter att ha gått i konkurs på grund av skatteskulder.

## 1960-talets Klan
Under 1960-talet fanns det lokala terrorgrupper som kallade sig Ku Klux Klan och bekämpade medborgarrättskampen. Här följer det mest berömda fallet från denna tid:
1964 i Mississippi samlade Ku Klux Klan-ledaren och baptistpastorn Edgar Ray Killen ihop en lynchmobb som tog livet av medborgarrättsaktivisterna Michael Schwerner, Andrew Goodman och James Chaney. Morden upprörde hela USA och satte fart på medborgarrättsrörelsen. Händelserna skildrades i viss mån i filmen "Mississippi brinner" från 1988. Edgar Ray Killen var en av flera misstänkta som friades i rättegången 1967 från alla anklagelser om att ha kränkt aktivisternas medborgerliga rättigheter. Han friades mest på grund av att en kvinna envist stod fast vid att en pastor inte kunde dömas. Flera andra dömdes vid rättegången. Den 21 juni 2005 fälldes han slutligen för dråp av samtliga dödade. I början av augusti 2005 beviljades han att bli fri mot borgen i avvaktan på prövning i högre instans, men togs in igen i september samma år.
Sedan man förlorat kampen mot medborgarrättsaktivisterna blev klanen under en period inaktiv. Under 1970- och 1980-talen begicks mord och terrordåd som relateras till klanen, men inte alls i den omfattning som tidigare skett. Troligen är dåden utförda av isolerade grupper.

## Klanen i nutid
Numera förekommer Ku Klux Klan som namn för många mindre och sinsemellan självständiga organisationer, såväl i USA som i Kanada och Europa. Återkommande för i princip alla organisationer inom gruppen är ett hat riktat mot svarta, judar och även andra etniciteter. Tidigare var Ku Klux Klan utpräglat protestantisk, och bekämpade även katoliker, men numera omfattas även katolikerna i den grupp man anser sig företräda. Man motsätter sig medborgerliga rättigheter för de grupper som man bekämpar, och kräver ett återinförande av tidigare förekommande förbud i USA mot äktenskap och sexuella förbindelser över "rasgränserna". En ledande figur inom gruppen var nyligen den vite nationalisten David Duke, som i valet till guvernörsposten i delstaten Louisiana 1991 fick över 60 procent av de vita rösterna, men förlorade mot Edwin W Edwards i den andra valomgången.

## Kända politiker i Klanen
Harry Truman sympatiserade med klanen under sin ungdom, troligen som en politisk språngbräda, men invigdes aldrig och krävde senare tillbaka anmälningsavgiften eftersom han ogillade klanens inställning till katoliker. Robert Byrd, senator för West Virginia 1959–2010 var under det tidiga 1940-talet lokal ledare i klanen men uttalade senare svår ånger för sina ställningstaganden. Medlemskapet kan möjligen vara en förklaring till varför han, trots flera decennier som en av USA:s mest inflytelserika toppolitiker, aldrig kandiderade till presidentposten.

## Medlemskap i klanen
Under år 1924 fanns det 6 miljoner KKK-medlemmar, nu finns uppskattningsvis 5 000 till 8 000 kvar.
| År   | Medlemmar [källa behövs] |
| ---- | ------------------------ |
| 1920 | 4 000                    |
| 1924 | 6 000                    |
| 1930 | 30 000                   |
| 1980 | 5 000                    |
| 2008 | 6 000                    |